# أم الفضل بنت المأمون
أُم اَلفَضل بنتُ عَبدُ الله اَلمأموُن بن هارُون الرَّشيد بن مُحَمد المِهْدِي بن عبدِ الله المَنْصُور العبَّاسِيَّة الهاشِميَّة القُرَشِيَّة (توفيت في عقد 830) هي أميرة عَبَّاسيَّة، وزوجة مْحَمَّد اَلجَواد، تاسع الأئمة حسب الإمامِيَّة وذلك في عام 215 هـ / 830 م حيث عقد قُرآنهُ عليها سابقًا في حياة أبيه عَلِيُّ الرِّضا، واستمرت زوجةً لهُ حتى وفاته سنة 220 هـ / 835 م، وانتقلت بعد ذلك للعيش عند عمِّها الخليفة المُعْتَصِم بالله.

## سيرة شخصية
في أواخر من مُحرَّم سنة 215 هـ / أواخر مارس 830 م، توجَّه أبيها الخليفةُ المأمُون على رأس جيشٍ كبير مُجاهِدًا ومُتجهًِا نحو بِلاد الرُّوم، وحينما أصبح في مدينة تِكْريت، استقبلهُ مُحَمد بن عَلِي الحُسَيْني، والمعرُوف لاحِقًا بالإمام الجواد، حيث أذن المأمُون للجواد بالزواج الرَّسمي من ابنته أُم الفَضْل، وكان معقود قُرآنه عليها في حياة أبيه عَلِيُّ الرِّضا، فتزوَّجها وأقام معها في العِراق حوالي سنة، ثم قرر الانتقال سويًا في أيام الحجّ إلى المَدينة المُنوَّرة.
روى الفقيهُ الشِّيعي ابن شهرآشوب، أنه بعد تولِّي الخليفة المُعْتَصِم بالله للخِلافة، جعل يتفقد أحوال محمد الجواد، وكان في موضع شكٍ من تجمُع أنصاره، فكتب إلى ابن الزيَّات أن يحضُر إليه الجواد وابنة أخيه أم الفضل، فأنفذ ابن الزيات علي بن يقطين إليه، فاستعد الجواد للسفر من المدينة المُنوَّرة، وخرج إلى بغداد، فأكرمه وعظمه، وأنفذ اشناس وهو أحد قواد جيوشه بالتحف إليه وإلى أم الفضل، ثم أنفذ إليه شراب حُماض الأترج تحت ختمه على يدي اشناس، فسقاه هذا الشراب وفيه السم. وهكذا بقيت أُم الفَضْل مُتزوجة من الجَواد حتى وفاته سنة 220 هـ / 835 م، وكانت وفاتُه في بَغْدَاد، فُدفن عند جده مُوسى الكاظِم، وصلَّى عليه هارُون بن الخليفة المُعْتَصِم بالله. وقد قيل بحسب المُؤرِّخ الشِّيعي المَسْعُودِيُّ، أنها هي من دسَّت السُّم إلى مُحمد الجَواد في طَعامٍ من عِنب، والذي تَسبب بموتِه وذلك بإيعاز من قِبل عَمِّها الخليفة المُعْتَصِم، لأنَّها غارت من تفضيل الجَواد لزوجته الأخرى عليها، ولأنها لم تُرزق منه بولد.

## وفاتها
بعد وفاة زوجها محمد الجَواد، انتَقلَت للعيش في قصر عمِّها الخَليفة اَلمُعْتَصِم بِالله حتى وافتها المَنيَّة.